# Pocillopora verrucosa
Pocillopora verrucosa (Ellis & Solander, 1786) è una madrepora della famiglia Pocilloporidae.

## Distribuzione e habitat
La specie ha un ampio areale tropicale che abbraccia l'intero oceano Pacifico, dal mar Rosso al mar della Cina, spingendosi sino alle acque costiere dei paesi del versante pacifico orientale (Messico, Costa Rica, Panama, Colombia, Ecuador).